# Тапура
Тапура (порт. Tapurah) — муниципалитет в Бразилии, входит в штат Мату-Гросу. Составная часть мезорегиона Север штата Мату-Гроссу. Входит в экономико-статистический микрорегион Алту-Телис-Пирис. Население составляет 7741 человек на 2006 год. Занимает площадь 11 600,132 км². Плотность населения — 0,7 чел./км².
Праздник города —  4 июля.

## Статистика
- Валовой внутренний продукт на 2003 год составляет 327 348 270,00 реалов (данные: Бразильский институт географии и статистики).
- Валовой внутренний продукт на душу населения на 2003 год составляет 24 692,49 реала (данные: Бразильский институт географии и статистики).
- Индекс развития человеческого потенциала на 2000 год составляет 0,783 (данные: Программа развития ООН).

## География
Климат местности: субтропический гумидный.